# Noemia virescens
Noemia virescens là một loài bọ cánh cứng trong họ Cerambycidae.